# (37621) 1993 QT4
(37621) 1993 QT4 est un astéroïde de la ceinture principale d'astéroïdes découvert en 1993.

## Description
(37621) 1993 QT4 a été découvert le 18 août 1993 au Centre de recherches en géodynamique et astrométrie (CERGA), à Caussols en France, par Eric Walter Elst.

### Caractéristiques orbitales
L'orbite de cet astéroïde est caractérisée par un demi-grand axe de 2,28 ua, un périhélie de 1,90 ua, une excentricité de 0,17 et une inclinaison de 7,46° par rapport à l'écliptique. Du fait de ces caractéristiques, à savoir un demi-grand axe compris entre 2 et 3,2 ua et un périhélie supérieur à 1,666 ua, il est classé, selon la JPL Small-Body Database, comme objet de la ceinture principale d'astéroïdes.

### Caractéristiques physiques
(37621) 1993 QT4 a une magnitude absolue (H) de 15,9 et un albédo estimé à 0,077.